# ジャカルタ州立中学校 135
ジャカルタ州立中学校 135（尼: Sekolah Negeri Pertama Negeri 135 Jakarta）は、インドネシアの東ジャカルタ市にある中学校である。2022年現在、計888名（内訳: 男子468名、女子420名）の生徒が在籍している。